# Álora
Álora  (Ilu-ro, topónimo de origen ibérico y al-Lura en el periodo islámico) es una localidad y un municipio español de la provincia de Málaga, en la comunidad autónoma de Andalucía. Está situado en el centro de la provincia, dentro de la comarca del Valle del Guadalhorce y el partido judicial de Málaga.
Su término municipal tiene una extensión de 169,62 km² que abarcan un amplio territorio en el que se localizan tanto grandes formaciones del relieve malagueño, como suaves colinas ocupadas por cereal, olivos y encinar, así como huertas de frutales y hortalizas que cubren el fondo del valle. Su población alcanza los 13.512 habitantes, según datos del padrón del INE de 2023.
La historia de Álora se remonta a la prehistoria en el Hoyo del Conde, a poco más de un kilómetro de la localidad. El medio ecológico (caza, agua, protección natural) favorecía esta presencia hasta que los turdetanos de Tartessos y los fenicios descubrieron las posibilidades comerciales de la zona. A estos últimos corresponden los cimientos del castillo, que más adelante aprovecharían los romanos fortificándolo.
Los habitantes son conocidos como aloreños o perotes.

## Gentilicio

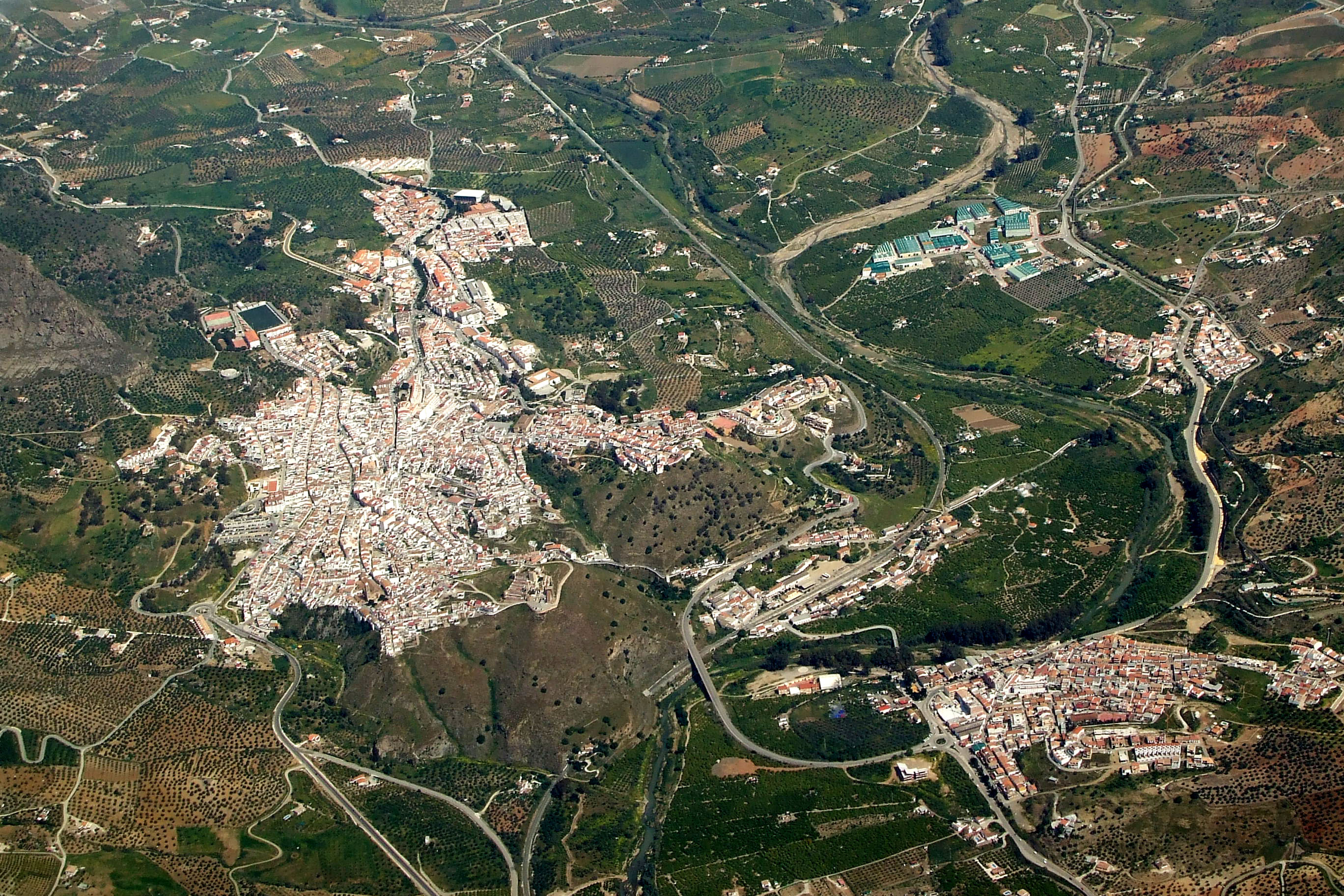
Vista aérea de Álora

Existen varias versiones del origen del término perote, si bien el más conocido es por haber sido su primer regidor Don Pero, en tiempo inmediato posterior a la reconquista por los Reyes Católicos, de ahí el nombre de la zona La Perosía. 
Aloreño también sería gentilicio de este municipio.

## Geografía
Álora se encuentra coronando el Valle del Guadalhorce entre tres grandes cerros en el margen derecho del río Guadalhorce y en la ruta ferroviaria entre Málaga y Sevilla, Córdoba o Granada. Las torres de su castillo, vigías en otro tiempo del trasiego de hombres y mercancías hacia las tierras del interior, por los dominios de Bobastro, destacan sobre la población que se cobija discretamente entre dos pequeños promontorios y el monte del Hacho (559 m). 
Su término municipal se extiende por un amplio territorio en el que se localizan las grandes formaciones del relieve malagueño. Por el norte del Arco Calizo Central se encuentra el paraje natural de El Chorro, la Sierra de Huma (1191 m) y el Desfiladero de los Gaitanes, donde se encuentra el famoso Caminito del Rey (llamado así porque lo inauguró el rey Alfonso XIII).
Por el oeste, la Sierra de Aguas (949 m) se prolonga hasta estas tierras el complejo montañoso de la Serranía de Ronda, aportando un paisaje de pinares que se extiende desde el río Guadalhorce hasta la carretera que une Álora con Carratraca. Al este del Guadalhorce, el paisaje es de formas suaves con pequeñas colinas ocupadas por cereal, algunos olivos y restos de viejo encinar; es el paisaje del corredor natural que cruza la provincia desde Periana hasta Álora separando la Cordillera Antequerana de los Montes de Málaga. Montes que también sobresalen en Álora por la mitad occidental del término con su característico paisaje laberíntico de lomas, cubiertas en su mayor parte por olivares, almendros y matorral. 
También puede llamarse a Álora el balcón del Guadalhorce por sus paisajes recoletos de gran belleza a base de huertas de frutales, hortalizas y naranjales que cubren de verde el fondo del valle salpicado de numerosas casas de labor.

### Situación
| Noroeste: Ardales                         | Norte: Antequera y Valle de Abdalajís | Noreste: Antequera |
| Oeste: Ardales, Carratraca y Casarabonela |                                       | Este: Almogía      |
| Suroeste Casarabonela                     | Sur: Pizarra                          | Sureste: Cártama   |

## Entorno natural
Valle del Guadalhorce
El paisaje del municipio de Álora se caracteriza por dos ambientes bien distintos. Por un lado, el Valle del Guadalhorce, dominado por el río Guadalhorce y por otro, las montañas del 'Sistema Bético'. El Valle del Guadalhorce se caracteriza por el cultivo de cítricos y aceitunas aloreñas que ofrecen al visitante un paisaje espectacular de nuestra naturaleza. Las calizas de la 'Sierra de Huma' (1119 metros), en el norte del municipio, la 'Sierra de Aguas' (949 metros) y El Hacho (559 metros) son las tres grandes montañas del entorno. 
Desfiladero de los Gaitanes
Es una zona de gran belleza. Se halla en El Chorro, a 12 kilómetros del casco urbano. Se trata de un cañón con más de 100 metros de altura donde el río Guadalhorce ha cortado como si fuera un cuchillo los estratos de la Sierra de Huma. A las paredes de esta garganta se adosa el famoso Caminito del Rey, de unos 7 kilómetros de longitud, cerrado al público durante años, y nuevamente visitable desde 2015. Rodeando la garganta o desfiladero y con un total de 2016 hectáreas encontramos el Paraje Natural 'Desfiladero de los Gaitanes', con un paisaje de gran belleza con espectaculares formaciones rocosas de diferente origen y distinta edad geológica. La Garganta divide al paraje en dos mitades, con paredes cuyas caídas superan en algunos casos los 300 metros. La altitud máxima se encuentra en el pico de la Huma, con 1.119 metros. Esta zona es punto de encuentro para los amantes de la escalada. 
Vegetación y fauna
La vegetación comprende extensiones de pino carrasco, sabinares, encinas y acebuches, así como romero, tomillo, jaras, etc. Asociada a los puntos de agua aparece una vegetación de zarzas, enredaderas, sauces, chopos y eucaliptos. La fauna del paraje constituye uno de los valores de mayor importancia, con multitud de especies protegidas: buitre leonado, alimoche, águila real, águila perdicera, halcón, cernícalo vulgar, cabra montés.

## Historia

### Prehistoria y Edad Antigua
Álora y todo el Valle del Guadalhorce reunieron el buen clima, la fauna, la tierra fértil y la facilidad de comunicaciones. Todo esto hizo que se produjeran unas excelentes condiciones en la vida del hombre prehistórico. Los primeros pobladores eran cazadores recolectores, destacando la primordial función que desempeñaría el río Guadalhorce, como medio de provisión de materia prima en la fabricación de útiles para ayudarse en sus tareas. Realizaban varios tipos de herramientas, golpeando el sílex hasta obtener un borde cortante; los cuchillos eran utilizados para cortar carne y retirar la piel de los animales ya que eran hábiles cazadores, y los raspadores para curtir las pieles y fabricarse la ropa. Sus descendientes se convirtieron en productores, practicando la agricultura y la domesticación de animales, en asentamientos poco perdurables. Incorporan útiles pulimentados, molinos de mano para machacar el cereal, al mismo tiempo que fabrican cerámica a mano para uso doméstico. Un importante descubrimiento supuso la producción de los metales. Empezaron trabajando el cobre y luego el bronce. 
Hay restos prehistóricos en diferentes yacimientos aloreños, entre los que destacan las Terrazas de Canca, Cerro de las Torres, Peñón del Negro, Hoyo del Conde, Alhaja Prieta y la Cueva de los Infantes. Los tipos de materiales encontrados son utensilios de uso doméstico y herramientas de caza. La historia de Álora se remonta a la Prehistoria en el Hoyo del Conde, a poco más de un kilómetro de la ciudad. El medio ecológico (caza, agua, protección natural) favorecía esta presencia hasta que los turdetanos de Tartessos y los fenicios descubrieron las grandes posibilidades comerciales de la zona. Los fenicios fundaron una gran cantidad de colonias a lo largo de las costas del Mar Mediterráneo. 
Una de las factorías que implantaron los colonos fenicios se asentó en la desembocadura del río Guadalhorce, siendo el objetivo principal la explotación de los minerales, aunque poco tiempo después empezaron a llevar a cabo el aprovechamiento de los recursos agrícolas. Estos hechos hicieron que fueran muy buenas las condiciones de intercambio comercial entre los fenicios y los pobladores autóctonos del Valle del Guadalhorce. Los testimonios de estas actividades comerciales aparecen en Álora en el Cerro de las Torres y en el Peñón de la Almona, en forma de cerámica realizada a torno y con diferentes tipologías según su utilidad, tales como ánforas, cuencos, ollas, vasos. Cuando se produjo la caída de la cultura fenicia, en la provincia de Málaga, se reparten el territorio, quedando estos en la costa. Mientras, en el interior, el pueblo ibero se instalaba en las zonas más elevadas del territorio. En Álora, los íberos situaron su poblado en el Cerro de las Torres, lugar donde encontraron unas excelentes condiciones defensivas para controlar la vía de penetración del río Guadalhorce. Muy relacionado con dicho poblado, está un alfar localizado en las faldas del Cerro de las Torres, que funcionó entre el siglo III y siglo I a. C., respondiendo a la demanda de la zona, fabricando cerámica decorada a base de círculos concéntricos de color rojo vinoso. A estos últimos corresponden los cimientos del castillo, que más adelante aprovecharían los romanos fortificándolo. La presencia de Roma ha dejado importantes huellas en estas tierras, desde el miliario que señalaba la calzada romana, en el que aparece la expresión Municipium I[luronen]sium (año 79 d. C.) hasta diversos restos (como la mención de dos miembros de la élite, de la gens o familia Munnia) que prueban que Álora fue población romana de derecho latino, con el nombre de Iluro. Según las inscripciones epigráficas conservadas, Iluro, tuvo estatuto municipal como Municipium Iluritanum y estuvo gobernado por dos Duunviros como magistrados locales. La ciudad formó parte de una de las principales rutas comerciales de la provincia que comunicaba entre sí a las principales ciudades del corredor del valle del río Guadalhorce hasta el puerto de Malaca (Málaga), apareciendo numerosos vestigios de monedas por todo el municipio como consecuencia de la importante actividad comercial de la comarca en la época romana.
La ciudad romana de Iluro se encontraría rodeada de numerosas villas rústicas y centros de explotación agrícola, en las que se producía la tan apreciada trilogía mediterránea: olivo, vid y trigo. Ejemplos de esta tipología de villa son Fuente Chamizo, Arroyo Cureña, El Tesorillo y Olivar de la Tumba, conteniendo esta última, una infraestructura excavada en la roca que se utilizaba para extraer aceite. Muy importante fue también la producción de cerámica en alfares ubicados en los lugares cercanos a las vías de comunicación. Algunos de los restos encontrados son Terra Sigilata y Terra Hispánica, vajilla romana con el sello del alfarero que la elaboró, ánforas y jarras para aceite y vino.

### Edad Media
Durante la época visigoda debió construirse el núcleo de la fortaleza en el emplazamiento ubicado en la cima del Cerro de las Torres, que posteriormente remozarían y ampliarían los nuevos conquistadores árabes, que tras su entrada en la Península llegarían muy pronto a Álora a la cual acabarían denominando como Hisn al-Lawra. De este período hay que destacar la rebelión mozárabe del caudillo Umar Ibn Hafsun que puso en graves problemas a los emires omeyas de Córdoba, y que por la proximidad de Bobastro (su plaza fuerte) tuvo que afectar de forma importante a estas tierras. Por ello las noticias más evidentes sobre las tropas musulmanas que llegaron por primera vez a Álora aparecen en algunas de las campañas militares que los Emires cordobeses llevaban a cabo contra umar Ibn Hafsun, a finales del siglo IX y principios del siglo X. las bases militares musulmanas se asentaron en el Cerro de las Torres que ocupaba una magnífica posición de observatorio natural sobre toda la comarca y corredor natural del valle del Guadalhorce, adquiriendo por tanto un importante valor estratégico en el proceso de arabización e islamización de la población, manifestado en el cambio del nombre romano Iluro a Al-Lura.
La fortaleza de Álora sería el órgano central del que dependerían los distintos yacimientos de época musulmana encontrados en el término municipal tales como El Sabinar, El Castillejo, Paredones y Los Cerrajones. De este modo, han sido numerosas las monedas encontradas en sus alrededores debido a la gran actividad comercial de al-Ándalus. Es también importante destacar, la utilización de acequias y aljibes para el regadío y la recogida de agua en las huertas de cítricos, mientras que el cultivo de secano era a base de grandes extensiones de tierras, sembrada de trigo y olivos. 
Durante toda la Edad Media los reyes cristianos intentaron en vano tomar por asalto el inexpugnable castillo de Álora, que resistía uno tras otro todos los ataques castellanos. En uno de estos murió al pie de sus murallas, en 1434, el conocido Adelantado de Andalucía Don Diego de Rivera, que supuso en su época una trágica noticia que se encargó de difundir el conocido Romance de Alora que se reproduce íntegramente en una placa situada en la entrada de la fortaleza.
El último y definitivo intento de asalto y conquista del castillo aloreño sucedió al comienzo de la Guerra de Granada (1482-1492) Las tropas de los Reyes Católicos, situaron el campamento en el lugar que hoy ocupa el Convento de Flores, quedando la fortaleza de Álora en manos de cristianos en el mes de junio de 1484 tan solo dos años después de haber dado comienzo la guerra que acabaría con el dominio de ocho siglos de presencia militar islámica ininterrumpida en la península ibérica. Tras la conquista de esta importante plaza fuerte nazarí, la reina castellana Isabel la Católica mandó construir la primitiva Iglesia de Santa María de la Encarnación sobre la Mezquita Árabe en el interior del recinto de la fortaleza árabe.

### Edad Moderna
Los siglos posteriores a la conquista castellana dieron a Álora una notable prosperidad favorecida por la presencia de numerosas personas ilustres que vivieron aquí o vinieron a visitarla. La población aloreña abandonó paulatinamente las murallas del castillo y se extendió fuera de sus muros y cercados buscando las zonas más llanas y accesibles contribuyendo a la formación del germen del pueblo actual. En la nueva zona de expansión urbana se configuró a lo largo de la Plaza Baja donde se crearon las primitivas calles y se fueron creando los edificios que ayudaron a configurar la nueva población aloreña de los siglos XVI, XVII y XVIII; con edificios notables actualmente desaparecidos en su mayor parte como la Carnicería, la Cárcel, la Casa del Cabildo como sede del primer ayuntamiento o concejo municipal de la ciudad, el Hospital de San Sebastián (del que solo se conserva una capilla conocida como la Escuela de Cristo) y la nueva y segunda iglesia parroquial de la Encarnación. En esta misma Plaza Baja del pueblo, durante el reinado de Felipe II, estuvo como recaudador del Rey durante un periodo de siete años el insigne escritor Miguel de Cervantes Saavedra que antes de escribir su famoso Quijote recaló en Álora para servir como recaudador de impuestos para la corona. En 1628 la población de Álora se segrega del municipio de Málaga, según acta firmada por el soberano Felipe IV cuyo original se conserva en el archivo municipal, finalizando con la aseveración de que Álora se segregaba Para siempre jamás, y realizó una visita a la población alojándose en ella en 1624.
Según el Catastro del Marqués de la Ensenada en 1751, durante el siglo XVIII Álora contaba con alrededor de 500 habitantes entre los que había 28 presbíteros y 8 minoristas, sin contar ermitaños ni frailes del Convento de Flores. Todo hace suponer que la iglesia debía poseer cuantiosas riquezas en las tierras aloreñas.

### Edad Contemporánea
La llegada del siglo XIX está marcada por el patriotismo de la Guerra de la Independencia, quedando impactos de bala en la Torre de la Iglesia, al ser derribada la placa conmemorativa de la Constitución de las Cortes de Cádiz. Durante la invasión francesa, en Álora se dieron episodios de patriotismo propios de la Guerra de la Independencia. En la torre de la iglesia aún quedan los impactos de bala que derribaron la placa conmemorativa de la Constitución de Cádiz; disparos efectuados por un escuadrón de la caballería francesa, que el 1 de agosto de 1823 destituyó el Ayuntamiento Constitucional. 
El siglo XIX, en la historia de Álora, tiene escaso relieve exterior. Estuvo marcado, como en toda España, por luchas intestinas entre absolutistas y constitucionalistas, carlistas e isabelinos, progresistas y moderados y republicanos y monárquicos. La desamortización de Mendizábal por parte del primer gobierno liberal de la monarquía española privatizó importantes y valiosos bienes eclesiásticos, desapareciendo fundaciones y capellanías. La iglesia local quedó por ello diezmada y empobrecida habiendo perdido casi todos sus bienes materiales. 
Con los comienzos del siglo XX, de casi idénticas características que el siglo anterior se inician las emigraciones, sobre todo a América. Las décadas posteriores a la Guerra Civil durante la posguerra a lo largo de los años 40 y 50 fueron difíciles y de reconstrucción tras la guerra. En los años 60, Alemania, Australia y Suiza acogen a los emigrantes perotes. En 1979 se celebran las primeras elecciones municipales democráticas en la localidad que gana UCD (Unión de Centro Democrático), siendo el primer alcalde democrático desde la guerra civil el candidato socialista Pedro Aranda Cuenca sustituyendo a José Fernández López de Uralde, último alcalde franquista desde 1965 hasta 1977.

## Geografía humana

### Demografía
Cuenta con una población de 13 570 habitantes (INE 2024).
| Gráfica de evolución demográfica de Álora entre 1842 y 2021                                                           |
| |
| Población de derecho según los censos de población del INE. Población de hecho según los censos de población del INE. |

Desde la década de 1980, su población se ha ido manteniendo estable, del orden de los 12 000-13 000 habitantes, y fue en la década anterior cuando alcanzó su máximo histórico: 15 962 habitantes según el censo de 1970. 
La información que sigue es con datos de 2009, en que había 13 395 habitantes: en el núcleo urbano viven 8732 personas; en El Puente, 1141; en Bermejo-Caracuel, 427; en Bellavista, 285; en la Estación, 201; en Las Mellizas, 99; en Paredones-Cerrajones, 69; en El Chorro, 69; y en Los Llanos, 42.

### Transporte público
El municipio cuenta con tres estaciones ferroviarias en su territorio. La estación de Álora es la estación terminal de la línea C2 del Cercanías Málaga, que conecta a la ciudad con la capital provincial a través de Pizarra y Cártama. Las otras dos estaciones, la estación de El Chorro-Caminito del Rey y la estación de Las Mellizas, están servidas por las líneas A3 y A5 de media distancia de Andalucía, explotadas por Renfe, que realizan los recorridos Sevilla-Málaga y Málaga-Ronda respectivamente, y que también hacen paradas en la estación central.
Álora está integrado en el Consorcio de Transporte Metropolitano del Área de Málaga, que varias rutas de autobuses interurbanos en su territorio. Pueden consultarse en el siguiente enlace
Con la Tarjeta de Transporte del Consorcio se puede abonar además en las líneas de ferrocarril de Cercanías, en los autobuses urbanos de Málaga, Alhaurín de la Torre y Benalmádena, en el Metro de Málaga y en el sistema de alquiler de bicicletas públicas del Ayuntamiento de Málaga, Malagabici.

### Economía
La subestación de Red Eléctrica Española de Tajo de la Encantada junto con las de La Jordana (Casares) y Cártama son los tres nudos fundamentales de la red de transporte de energía eléctrica de la provincia de Málaga.

#### Evolución de la deuda viva municipal
| Gráfica de evolución de Deuda viva del Ayuntamiento de Álora entre 2008 y 2020                                   |
| |
| Deuda viva del Ayuntamiento de Álora en miles de euros según datos del Ministerio de Hacienda y Función Pública. |

### Símbolos
Los símbolos oficiales de Álora son su bandera y su escudo. Estos fueron aprobados por la Junta de Andalucía el 28 de octubre de 2004 y se definen por la siguiente descripción:

"Escudo: en campo de gules un castillo de oro mazonado, y aclarado de azur, adiestrado un león contornado, coronado, lampasado y armado del mismo metal, que se apoya en su pared. Al timbre corona real española cerrada, que es un círculo de oro engastado de piedras preciosas, sumando de ocho flores de hojas de acanto de oro (cinco vistas), interpoladas de perlas, de cuyas hojas salen otras tantas diademas de oro, sumadas de perlas, que convergen en un mundo de azur, con un ecuador y un semimeridiano de oro y sumado de una cruz de oro, y la corona forrada de gules."

"Bandera: paño rectangular de color rojo en la proporción de 2/3, con el lado menor ajustándose al asta. Sobre el paño de la bandera, y a 1/3 de su longitud -desde el asta- se situarán los muebles que figuran en el interior del Escudo Heráldico, en color amarillo con la puerta y ventanas del castillo en azul, y en el proporción 3/4 del ancho de la bandera."

## Política y administración
La administración política de la ciudad se realiza a través de un Ayuntamiento de gestión democrática cuyos componentes se eligen cada cuatro años por sufragio universal. El censo electoral está compuesto por todos los residentes empadronados en Álora mayores de 18 años y nacionales de España y de los restantes Estados miembros de la Unión Europea. Según lo dispuesto en la Ley del Régimen Electoral General, que establece el número de concejales elegibles en función de la población del municipio, la corporación municipal de Álora está formada por 17 concejales. En los comicios municipales de mayo de 2019, José Sánchez Moreno Epi, alcalde desde 2003 cedió su puesto a Francisco Martínez Subires, igualmente del PSOE.
| Periodo   | Nombre                                      | Partido |
| --------- | ------------------------------------------- | ------- |
| 1979-1983 | Pedro Aranda Cuenca                         | PSOE    |
| 1983-1987 | Juan Martos Morillas                        | PSOE    |
| 1987-1991 | Juan Martos Morillas                        | PSOE    |
| 1991-1995 | Juan Martos Morillas                        | PSOE    |
| 1995-1999 | Antonio López Aguilar Salvador García Cobos | IULVCA  |
| 1999-2003 | Salvador García Cobos                       | IULVCA  |
| 2003-2007 | José Sánchez Moreno                         | PSOE    |
| 2007-2011 | José Sánchez Moreno                         | PSOE    |
| 2011-2015 | José Sánchez Moreno                         | PSOE    |
| 2015-2019 | José Sánchez Moreno                         | PSOE    |
| 2019-2023 | Francisco Martínez Subires                  | PSOE    |

## Patrimonio
Álora ha sido durante siglos una de las principales villas de la Comarca del Guadalhorce, donde han dejado sus huellas algunas de las culturas más importantes del Mediterráneo. Su arraigada historia ofrece un vasto Patrimonio Artístico conformado por un espléndido Castillo Árabe, monumentales iglesias y calles sinuosas cargadas de tradición. El museo municipal de Álora se aloja en la Escuela de Cristo, construcción mudéjar del siglo XVI, que posiblemente fuera la capilla del desaparecido Hospital de San Sebastián, construido por los Reyes Católicos. Este recinto fue la sede de la orden Sacerdotal de la Escuela de Cristo, denominación que en la actualidad recibe. La sala en la que nos encontramos es una construcción de planta cuadrangular, con ocho pilares perimetrales y cuatro robustos pilares en el centro, que sustentan nueve bóvedas vaídas. Toda la fábrica del recinto es de ladrillo y presenta refuerzos de gran robustez, lo que determina la existencia en la planta superior de la Cilla Decimal, para almacenaje del grano.
- Castillo de Álora: está situado en el Cerro de Las Torres. Fue construido por los árabes, durante la Edad Media, aunque sus orígenes son fenicios y romanos. Su construcción se realizó en diversas etapas: durante el Emirato, la parte más sólida; durante los mentira, la elevación de la construcción; durante los Reinos de Taifas, la parte más frágil. El castillo, legado más importante dejado por los árabes en Álora, se divide en dos recintos amurallados; el superior, base de la primitiva fortaleza, es de planta cuadrada con seis torreones. El inferior, de forma irregular, se adapta al relieve a base de lienzos de muralla de mampostería. Entre los dos recintos existe una torre cuadrada que debió ser la torre de la Vela del castillo, a cuyos pies se encontraba la mezquita mayor. Desde el exterior del castillo podemos disfrutar de unas extraordinarias vistas del Valle del Guadalhorce. Su construcción se realizó en diversas etapas: Durante el Emirato, la parte más sólida. Durante los Califatos, la elevación de la construcción. Durante los Reinos de Taifas, la parte más frágil. La torre de la puerta de ingreso da entrada al recinto amurallado, a la cual se accede por un arco de herradura, único en occidente. En el castillo se distinguen dos recintos diferenciados. El primero, regular y homogéneo (recinto superior) con 6 torres cuadradas, construido en la época Califal. Por el contrario, el segundo recinto es mucho más irregular. Debió de estar formado por muros que rodeaban al primer recinto. Casi todos han desaparecido. Entre ambos recintos, nos encontramos una torre cuadrada llamada Torre de la Vela con planta cuadrada y dividida en tres cuerpos que van decreciendo en altura a medida que van subiendo. Destaca en este castillo la capilla del Nazareno, cuya peculiar trayectoria histórica la sitúa en la principal mezquita en época árabe. Tras la conquista en época cristiana fue convertida en la iglesia dedicada a la advocación de Nuestra Señora de la Encarnación. La primitiva parroquia empezó a construirse tras la conquista y para la fecha de 1.492 ya estaba construida totalmente. La reunión en la que se efectuaron los repartimiento de Álora tuvo lugar en la citada iglesia. Esta antigua parroquia es de estilo gótico y estaría compuesta por tres naves. Lo que nos ha llegado hasta nuestros días de aquella primera iglesia parroquial ha sido el altar mayor que es de planta cuadrada con pilares inundados de junquillos y nervaduras que ascienden para desembocar en una bóveda estrellada. El ejemplo más cercano a este edificio, tanto geográficamente como arquitectónicamente, lo encontramos en la Iglesia del Espíritu Santo de Ronda. Pasados aproximadamente dos siglos de su construcción, se iniciaron las obras para lo que es la actual iglesia parroquial, lo que produjo cierto estado de abandono y ruina en la iglesia primitiva, a lo que se sumó un fatal terremoto en 1680 que la dejó en el estado en el que la encontramos hoy en día. Desde 1641 preside el altar de esta vetusta iglesia el Nazareno de las Torres, imagen que desapareció durante la Guerra Civil. Durante nueve años la capilla se mantuvo sin culto hasta que en 1.945 llegó una nueva imagen realizada por el perote Navas Parejo que nos presenta un Nazareno ligeramente inclinado por el peso de la Cruz. Desde 1.953 está acompañado por la Virgen de las Ánimas (obra del mismo autor y que fue concluida por su hijo a causa de su muerte). También podemos ver la llamada Torre del Homenaje, que es la más elevada de todo el recinto superior y la única reconstruida. El Adelantado de Andalucía, Diego Gómez de Ribera, llegó aquí en 1.434 al frente de sus tropas, que se rindieron ante la ciudad cuando el adelantado cayó muerto delante de las murallas. Estas escenas darían lugar al conocido romance fronterizo que ha llevado el nombre de nuestra ciudad por todo el mundo y que podemos ver escrito en la entrada del castillo.

- Mirador Ali Ben Falcum al Baezi: donde se puede leer el Romance de Álora, la Bien Cercada y que está situado en la explanada de entrada al castillo desde donde se divisa el espectacular y bello paisaje de la fértil vega de Álora

- Convento de Nuestra Señora de Flores: el Santuario de Nuestra Señora de Flores está situado a unos 2 km del casco urbano de Álora, dirección a la localidad de Carratraca. Desde este lugar se puede disfrutar de un maravilloso y único paisaje. A la izquierda, la Sierra de Abdalajís; enfrente, Virote y El Chopo. Al fondo, El Torcal. Y detrás, el Monte Hacho, Sierra de Aguas. El Convento es obra del siglo XVI. A finales del mismo, los Franciscanos Recoletos, de la mano de fray Diego Gómez fundan el convento. Estos permanecen en él hasta 1835 en que, exclaustrados por la Desamortización de Mendizábal, lo abandonan. La Iglesia posee una sola nave en cuyo altar mayor hay un camarín de estilo barroco con interesantes yeserías en el que está situada la imagen de la Virgen de Flores, patrona de Álora. Esta imagen fue entregada por Isabel la Católica en el Real Alcázar de Sevilla a un grupo de vecinos de Álora en 1502 y debe su adovación de Flores a los vecinos de Encinasola que repoblaron Álora tras la reconquista. Esta imagen data de finales del siglo XV - principios del siglo XVI y ha sido restaurada en diversas ocasiones.

- Iglesia de la Veracruz: está situada en la calle Veracruz. Se remonta al siglo XVI, cuando fue levantada para conmemorar la victoria sobre los moriscos sublevados. Su construcción se financió con la venta de doce moriscos. La fachada está dividida en tres cuerpos. En el primero, la portada se encuentra descentrada en cuanto a la fachada. En el segundo cuerpo tenemos unas líneas que sobresalen conduciéndonos hasta los pináculos del tercer cuerpo. Este último cuenta además con una espadaña con un solo vano para albergar la campana que está datada en el siglo XVIII. Esta iglesia ha sufrido numerosas restauraciones que han hecho que modifique en un alto porcentaje su estado original. En esta Iglesia se encuentra la imagen de la Piedad, el Silencio y un crucificado que pertenece a la cofradía del Huerto.

- Iglesia parroquial de Nuestra Señora de la Encarnación: situada en la Plaza Baja de la Despedía. Es un símbolo para el pueblo junto con el Castillo Árabe. Es una de las iglesias más grandes de la diócesis de Málaga, después de la Catedral de Málaga. En un principio se ubicó en lo que fue la mezquita del castillo árabe. A medida que el pueblo iba variando de situación y el vecindario iba aumentando, se pensó en la necesidad de construir otra iglesia parroquial mejor situada. Se acordó la edificación en la Plaza Baja, posteriormente llamada "Plaza Baja de la Despedía", ya que en dicho lugar se celebra cada Viernes Santo la tradicional Despedía entre las sagradas imágenes de Jesús Nazareno de las Torres y María Santísima de los Dolores Coronada. Su construcción duró casi un siglo, entre 1600 y 1699. La iglesia presenta una planta rectangular con 3 naves separadas por robustas columnas toscanas, de módulo chato, que voltean arcos de medio punto de rosca moldadura en cuyas enjutas aparecen pinturas de los apóstoles. Tres imágenes son las muestras escultóricas más relevantes: Santísimo Cristo Crucificado de los Estudiantes (obra de José Navas-Parejo); una Dolorosa (anónima del siglo XVII, en la nave de la Epístola) titulada como María Santísima de los Dolores Coronada; y las imágenes de la Cofradía de María Santísima del Amor y san Juan Evangelista. Además, en la nave del Evangelio, un san Francisco de Asís, en madero policromada. Durante los siglos XVI y XVII sufrió grandes transformaciones, a causa de las obras llevadas a cabo, principalmente la iglesia (1600-1699), que sustituyó a la primitiva de las Torres, edificada sobre la primitiva mezquita. A mediados del siglo XIX se le hizo una verja de hierro —hoy desaparecida— y que bordeaba la puerta principal. En este tiempo se edificó en la plaza, esquina a la calle Bermejo, el Hospital de San Sebastián, que desapareció a raíz de la desamortización. Nuestra Señora de la Encarnación vino a sustituir a la primitiva que los Reyes Católicos mandaron construir sobre la mezquita existente en el castillo. Es citada en los repartimientos tras la conquista en junio de 1484 con un lote de tierras «de las mejores». La destrucción de este primitivo templo planteó la necesidad de edificar uno nuevo que se lleva a cabo a lo largo de todo el siglo XVII. Rosario Camacho, en su obra «Arquitectura y urbanismo del barroco», lo atribuye a Pedro Díaz Palacios. Es una obra de cantería de tipo columnario, cubierta de armadura mudéjar y a la que se añadió una cabecera cupulada en 1699, obra de Pedro Manuel García. Su construcción fue financiada por el municipio y por el Obispado. El primero contrata en especies. La «joya de la corona» de la iglesia fue su retablo. Acontecimientos felizmente superados tuvieron mucho que ver en su destrucción. Fue este retablo, según notas de la época, magnífico y grandioso, y ocupaba el frontal de la capilla mayor. Su autor fue Francisco Martínez Primo. Según la hojita parroquial, el beneficiado don Tomás Estrada lo trae a sus expensas y costea otras obras que se realizan en el altar mayor. «El retablo —continúa el mismo documento— estaba labrado, modelado y esculpido en madera. Se componía de tres cuerpos superpuestos rematados por un Calvario que lo coronaba hasta la media naranja en que se remata la capilla mayor. La única muestra que ha sobrevivido son los cuatro frescos que representan a los evangelistas y que según Moreno Carbonero son de inferior calidad a los frescos que representan al resto de los apóstoles que aparecen en los arcos de la nave central. Fueron restaurados en 1859 por el pintor antequerano José María Batún. Cuando estas líneas vean la luz ya estarán en marcha las obras de recuperación de tan estimable obra que recuperará una Casa de Oficios. Dejará Álora, cuando salga, desde el templo, por la puerta principal que se abre a la plaza Baja de la Despedía, bajo el balcón de los beneficiados. Álora fue rica, con un pasado lleno de gloria y leyendas. Para muestra, la del Abidárraez Abancerraje: «Nacido en Granada,/ criado en Cártama,/ enamorado en Coín,/ frontero en Álora». Cuando viene a desposarse es hecho prisionero por las tropas de Rodrigo de Narváez, alcaide de Álora. Llora apesadumbrado su suerte después de un combate valeroso. Conocido por el alcaide, le concede la libertad con la promesa de volver, cosa que cumple en compañía de su esposa. Admirado por tanta nobleza, Rodrigo solicita el perdón del rey de Granada, cosa que obtiene concediendo la libertad. Convendrá conmigo que tan hermosa leyenda es una pena que no fuese verdad.

- Capilla de Santa Brígida: construida en el siglo XVI. Se encuentra en la barriada de la Estación. Aquí se venera la imagen de Nuestra Señora de la Cabeza.

- Capilla de las Torres: Formaba parte de la primitiva iglesia de la Encarnación que se ubicaba dentro de la fortaleza aloreña, fue destrruida en su mayor parte por un terremoto y del primitivo templo de estilo gótico final solo quedaría una nave como capilla integrada en el complejo del castillo árabe, conserva una estructura del siglo XV en estilo gótico tardío. En la capilla se veneran las sagradas imágenes de nuestro Padre Jesús Nazareno de las Torres y María Santísima de las Ánimas, ambas titulares de la Ilustre Archicofradía y antigua Hermandad del Dulce Nombre de Nuestro Padre Jesús Nazareno de las Torres.

- Cruz del Humilladero: pequeño edificio conmemorativo situado cerca del Convento de Flores que rememora la entrega simbólica de las llaves de Álora por el último alcaide o gobernador militar musulmán de la ciudad Ali Ibn Falcún Al-Baezi a los Reyes Católicos en junio de 1484.

- Monumento al cante por la Malagueña: este monumento es elegido para poner en valor el flamenco y en reconocimiento a este palo del cante, esencialmente malagueño, nacido en Álora: Cuna de la Malagueña. La obra es la idealización de una alegoría flamenca. En la construcción se ha empleado bronce, hierro y piedra. La base de la fuente es un pilón de cantos rodados del río Guadalhorce, a través de los cuales mana el agua, simbolizando el carácter de nacimiento y manantial que Álora representa en este palo del cante flamenco. De este estanque se eleva un monolito de piedra, al que se adhieren otras piedras que llevan el nombre de grandes cantaores por Malagueña: El Canario, El Perote, Ángel de Álora, Pena Padre, Pena Hijo, El Pibri, Chacón, La Peñaranda, El Mellizo, La Trini y Juan Breva, que simbolizan los pilares de este palo del cante. Corona el monolito una escultura en bronce compuesta por una guitarra abrazada a un mantón, desde la cual baja una cascada de agua derramándose sobre las piedras. Rodeando la fuente, completa este conjunto artístico una baranda a modo de pentagrama con las notas musicales de una malagueña. Cuatro grandes farolas ornamentales y un haz de luces ilumina y llena de color el Monumento. Para realzar su importancia está ubicado en la entrada de Álora, frente al Teatro Cervantes y con unas maravillosas vistas del Valle del Guadalhorce. Junto al Monumento, un olivo centenario testifica tanto honor y privilegio.

- Ermita de las Tres Cruces: Fundada en 1722, esta es una pequeña ermita situada en los montes de Álora, pero en el límite de los términos municipales de Almogía, Álora y Cártama.  Esta ermita es un templo que consta de tres naves, cada una de ellas correspondiente a una de sus tres parroquias (los tres municipios). No obstante, también se le ha sumado el de Pizarra. En las "cruces de mayo" se encuentran las cuatro procesiones de los citados municipios. En el interior cada pueblo tiene un pequeño altar.

## Calles típicas de Álora
Calle Barranco
El Barranco se sube por la calle Ancha o por la calle del Postigo. Los pueblos viejos, y este lo es, conviven con la historia con la misma naturalidad que las brisas de la mañana juegan con las hojas más altas de los árboles. Llegará, cuando se acerque, a las raíces del pueblo, en la Plaza Baja de la Despedía, y al frente se abren dos posibilidades: subir al castillo o visitar la iglesia de la Encarnación, que la tiene al alcance de la mano. Le sugiero, primero, que inicie el paseo. Luego, al bajar, se puede acercar al templo. De entrada debe saber que, hasta los años 50 en que se levantó San José de Carranque, fue el mayor templo de la diócesis después de la Catedral. Es soberbia. En piedra, de estilo columnario. Al verla sabrá por qué los obispos de Málaga, cuando venían destinados a esta tierra, entraban por aquí y evitaban el conflicto con la Colegiata antequerana. Se topará con un barrio antiguo, con sabor acumulado, después de muchos siglos oteando vientos y horizontes con su blancura encalada. Folclore, en Frasquita Benítez; El Piyaya y El Mosca, Catalina, La Calabaza... O el nacer de algo tan único como la malagueña cunera, que creó Juan Reyes «El Canario», al que, por celos, mataron una noche de agosto en el puente de Triana, en Sevilla. La Álora primitiva se asentó en Canca, cerca de aquí. La ladera era propicia: buena orientación y agua, pero era difícil de conservar. Luego, por mor de las defensas, los miedos, y por el andar del tiempo decidieron abandonar el costado oriental del Hacho y se trasladaron al Cerro de Las Torres, que es como aquí se le llama al castillo. En su cumbre se asentó la Iluro romana (un aljibe recientemente descubierto) y luego Al-a-orá, Al-ura, y ahora Álora, en torno a la fortaleza. Suba despacio por la calle Ancha. Casi en el entronque con la plaza se encontrará la primera sorpresa. Una placa en cerámica vidriada dice «El ingenioso hidalgo Don Miguel de Cervantes Saavedra ejerció en este lugar por los años de 1586 a 1593 su empleo de comisario del rey». Después fue pósito de granos, aljolí de la sal, carnicería y cárcel del partido. Construido en el siglo XVI, se usó de Sala Capitular. 
Calle Ancha
Es una de las más antiguas de Álora. En sus comienzos fue la calle principal que unía la Plaza Baja de la Despedía y el mirador de Sidi-Ali-El Bari. En una de sus primeras casas hay colocada una placa que hace alusión a la estancia de Miguel de Cervantes como escribano en Álora entre 1587 y 1593. No debemos olvidar que la calle ancha solo tenía viviendas a su lado izquierdo. En su lado derecho se cuenta que enterraron a los muertos en la epidemia de la peste. La calle Ancha se llama así porque era la principal y más ancha del pueblo. Actualmente, es impresionante ver en ella la subida del trono de Nuestro Padre Jesús Nazareo de las Torres en el Viernes Santos de la Despedía, cuando los Paracaidistas suben rápidamente con el trono.
Calle Carril
Baje, cuando haya terminado, por la calle del Carril. Primero eche una ojeada a la estación. Se le aparecerá como el primor de una miniatura. El río y las huertas, que se encuentran salpicadas de casas blancas y que se agrupan en dos núcleos, Bella Vista y la barriada del Puente. Ambas se dispersan hacia los lagares. En un recodo, casi de sopetón, volverá a aparecer el pueblo. Mejor baje, porque vendrá haciéndolo desde que dejó el castillo, del que ha bordeado la muralla. Un trozo de lienzo —«el mojón del barranco»— recuerda cómo y de qué manera los habitantes se pegaron y usaron las murallas como paredes de la propia casa. La calle del Carril arranca de la de Toro, junto a la plaza Baja, saliendo al camino que desemboca en el asiento de los clérigos y que continúa hasta lo alto del monte de las torres, hallándose enclavada entre las de Postigo y la de Toro. Formó parte del antiguo arrabal, como lo atestiguan las paredes de algunas de sus casas de la acera derecha, con ventanas que recuerdan la época de la conquista. En aquel tiempo había un camino con una empinada escalera formando zigzag que, descendiendo por la rápida vertiente del monte, ponía a la población en contacto con el nombrado después real de Córdoba. Y a Coín por el río, cuyos cortes en el macizo rocoso y rápidas vueltas se conservan todavía en algunos sitios. En la fuente de la calle Parra las mujeres solían abastecerse de agua 
Plaza Baja
Antes se llamaba de la Despedía, nombre que se le dio en reconocimiento del emérito acto que cada mañana de Viernes Santo se celebra entre las cofradías de Jesús y Dolores, donde los portadores delanteros de los tronos, a la señal convenida de un maestro de ceremonias, llevan el regocijo a propios y el asombro y admiración a los extraños que cada vez en mayor número abarrota la plaza. Esta plaza está situada en la parte inferior del pueblo y su antigüedad corresponde al periodo inmediatamente posterior a la conquista, cuando comenzó a extenderse por la vertiente norte del monte de las Torres. En ella desembocan las calles Postigo, Ancha, Bermejo, Real y Toro, formando el dédalo de calles referido anteriormente. En 1536, hacia la calle Toro y a espaldas de la Real —de lo que se deduce que la plaza no estaba cerrada como lo está hoy—, había una pequeña huerta y varios solares, según el investigador local Antonio Bootello. 
Plaza Fuente Arriba
Le viene dado este nombre por la situación de la plaza, ya que existe otra más abajo, llamada Plaza Baja de la Despedía. Es el centro neurálgico del pueblo y en ella se encuentra el Ayuntamiento. Antiguamente, en esta plaza había un convento (un beaterio bajo la advocación de Nuestra Señora de la Concepción de monjas franciscanas construido en el siglo XVII). Este edificio fue destruido durante la Guerra Civil y se crearía una plaza nueva más amplia tal como la conocemos hoy. Más tarde, los escombros de aquel edificio serían diseminados en la construcción de la moderna barriada de Poca Agua. 
Calle La Parra
Es una de las calles con más historia de Álora. Su importancia ya se inicia en el siglo XVII con la fundación del Beaterio que existía en la actual plaza Fuente Arriba. La burguesía que vino con la construcción del ferrocarril Córdoba-Málaga en la segunda mitad del siglo XIX se instaló rápidamente en esta calle que al principio fue conocida con el nombre de Marqués de Sotomayor. En 1.898, el Ayuntamiento de Álora adquirió un solar (el lugar que ocupa hoy la actual Casa Consistorial) para construir su propia sede municipal. Después, a raíz de la destrucción del convento de la Fuente Arriba, ocupó el centro de la plaza hasta la actualidad.. 
Calle Zapata
Empieza al pie de la calle La Parra y termina en la calle de Algarrobo, ocupando buena parte de su anchura las calzadas de varias casas de su acera derecha. En tiempos antiguos tuvo dos callejuelas, la del Limón, que daba a la calle Bermejo, y otra que daba a la calle Real. En un corto periodo de tiempo se llamó de la Cilla, por estar en ella la Cilla Decimal, almacén donde guardaban el trigo. Aunque el nombre más usual es el de Zapata, por haber tenido allí casas propias personas con dicho apellido. Su antigüedad es del año 1547. 
Calle Atrás
Es una de las calles más largas del pueblo. Comunica la parte baja del pueblo con la alta, al mismo tiempo que une las dos plazas principales. La importancia de esta vía radica en que es una de las calles más usadas para la comunicación de la parte alta con la baja de la población. Ya antes había tomado mucha importancia con la edificación de la iglesia parroquial en el siglo XVII y el convento de las monjas en el siglo XVIII, que ocupaba la entrada y salida de la misma. En esta calle existe un mosaico que hace alusión a los meceeros, que pertenecen a una antigua tradición popular aloreña que tenía lugar durante las Navidades y simbolizan el encuentro de novios y pretendientes. Los meceros se instalaban en las calles más estrechas en las que se mecían a las mozas, mientras les cantaban canciones, como la que se puede leer en el mosaico. En la casa número 55 de esta calle (número 64 entonces) hay una placa que conmemora la estancia del rey Felipe IV acompañado de su valido Don Gaspar de Guzmán Conde Duque de Olivares el día 2 de abril de 1624. 
Avenida Cervantes
Empieza en el Parque de La Cancula y termina en la rotonda conocida como El cruce. Se puede decir que es la calle más comercial de este pueblo ya que cuenta con numerosas tiendas de todo tiempo, empezando por un supermercado (Covirán) hasta tiendas de ropa como Priscila. Es bastante transitada debido a que es una de las arterias principales del pueblo ya no solo por los comercios, sino también por el tráfico.

## Cultura

### Museos
- Museo Rafael Lería: la memoria de Álora se guarda en el Museo municipal Rafael Lería, magnífico lugar para conocer la historia y el patrimonio artístico. Está situado en la Escuela de Cristo, edificio anexo a la parroquia de la Encarnación, en la Plaza Baja de la Despedía. Posiblemente fue la capilla del desaparecido Hospital de San Sebastián. Se puede ver una selección de piezas arqueológicas que recorren la historia de Álora.

- Museo Bachiller y Aljibe: el lugar es conocido por los más mayores de Álora como Posada de Subires. El nombre del molino proviene del primer propietario, el Bachiller Gonzalo Pérez, persona muy influyente en la Álora del siglo XVI, siglo al que pertenece el molino de aceite. El aljibe es uno de los elementos que integran el Molino.

### Fiestas
- Semana Santa

La Semana Santa es una fecha muy vivida en Álora, es de los pueblos con más procesiones que tiene Málaga, y son:
La Pollinica y la virgen del Amparo Auxiliadora, el Huerto y la Virgen de la Paz, María Santísima del Amor y San Juan,el Cristo de los Estudiantes, el Señor de las Torres, la Virgen de los Dolores, La Piedad, las Ánimas, el Santo Entierro, la Soledad y el Resucitado.
En la Semana Santa destacan la bajada por la Calle Ancha del Nazareno de las Torres y la virgen de los Dolores en la Calle Santa Ana. En la mañana del Viernes Santo tiene lugar la ceremonia de La Despedía, en la que las imágenes de Jesús Nazareno de las Torres y la Virgen de los Dolores Coronada se despiden con tres genuflexiones, a partir de ahí el Señor se despide del pueblo y va hacia el Castillo, en cambio, la Virgen de los Dolores se encierra en la Iglesia de la Encarnación y es preparada para salir por la noche de Soledad. La Semana Santa en la localidad de Álora tiene uno de los grandes momentos de la Semana Santa malagueña que el visitante no se puede perder: La Despedía, catalogada como Fiesta de Interés Turístico Nacional de Andalucía. Durante la mañana del Viernes Santo, Jesús Nazareno y la Virgen de los Dolores se encuentran en la plaza que lleva este mismo nombre y los portadores de cada trono se arrodillan al unísono varias veces (3 en concreto). La asistencia del público es numerosa, se cuentan por miles los participantes que se vuelcan para darle a esta manifestación religiosa una espectacularidad singular. Otro de los días grandes es la noche previa, 
La esencia de La Despedía es prácticamente la misma desde sus comienzos, un solo hombre por varal y la correspondiente genuflexión de los de la parte delantera, a la señal del mayordomo de turno, que cada año es de una de las dos cofradías; hemos de señalar igualmente que mientras los tronos fueron menos pesados, en cada genuflexión se rezaba un Padrenuestro, mientras la multitud expectante esperaba en silencio. 
La tradición de las tres genuflexiones y los correspondientes Padrenuestros, la continúan los hermanos del Nazareno antes del encierro de la imagen cuando, después de La Despedía, llega a Las Torres la imagen del Nazareno a hombros de la Brigada Paracaidista del Ejército de Tierra (BRIPAC), que es Hermano Mayor Honorario de la Archicofradía. La BRIPAC tiene el honor de tener las Llaves de Oro de la ciudad de Álora, por su agradecimiento en los más de 50 años de vinculación con Álora, ya que fue en 1957 cuando acudió a desfilar por primera vez ante la sagrada imagen del Nazareno de las Torres.
En la noche del Viernes Santo realizan su estación de Penitencia la virgen de la Piedad, En Santo entierro, las Ánimas y la Soledad, estas procesiones van en riguroso silencio a lo más acompañadas por un tambor ronco. 
- Cruces de mayo

Esta festividad se celebra en la Ermita de las tres Cruces, cuyo origen se remonta al siglo XVIII, y que está situada en los límites municipales de Álora, Almogía y Cártama. El primer domingo de mayo se convierte en una especie de punto neurálgico, ya que en ella tiene lugar un conocido Festival de Verdiales que concentra a un buen número de Pandas procedentes de diversos puntos de la provincia. Hay degustaciones de productos típicos de la zona. Esta fiesta está declarada de 'Interés Turístico Nacional de Andalucía'. 
- Festival de Cante Grande

Está organizado por la Peña Flamenca de Álora, con la colaboración del Ayuntamiento de Álora. Tiene lugar entre julio y agosto. Mantiene viva la fuerte tradición flamenca en Álora. 
- Feria de Álora

La feria de Álora se celebra a finales de julio y principios de agosto. En la feria de Álora se celebran distintas actividades deportivas (torneo de dominó, Memorial de ajedrez Miguel Bootello, fútbol sala, tiro al plato, etc.). 
La feria de este pueblo se divide en dos: la feria de día y la de noche. La de Día concentra a muchísimos jóvenes en la plaza de la Fuente Arriba donde se puede encontrar buen ambiente, hay diversos puestos para poder consumir ya sea bebidas o comida. Además es amenizada por música puesta desde el escenario que pone el Ayuntamiento.  
La feria de noche es más familiar ya que se suele salir a cenar, dar un paseo por los cacharritos con los niños y más actividades familiares pero los jóvenes también tienen su hueco, hay una zona habilitada para que los jóvenes puedan beber y una caseta conocida como Caseta de la juventud con música, escenario, etc. 
A esta feria acuden personas de muchos municipios diferentes que están cerca de Álora y además, es una fiesta bastante conocida entre los jóvenes.  
- Romería de la Virgen de Flores

La Virgen de Flores es la Patrona y Alcaldesa. Su imagen de culto y veneración se encuentra en el Convento de Flores, situado a dos kilómetros al norte del pueblo de Álora. En septiembre se celebran los actos en honor a nuestra Patrona donde La Virgen es bajada a la Iglesia de la Encarnación para celebrar la novena y el domingo siguiente al 8 de septiembre (día de la patrona). El domingo siguiente al 8 de septiembre es la Romería, se lleva a la Virgen desde la Iglesia de la Encarnación hasta el Convento de Flores. Va en una carreta tirada por bueyes y es acompañada por muchas carretas, además de caballos y diversas personas que van acompañando con su cante.
En este día muchos de los vecinos acompañan a la Patrona desde la iglesia hasta su lugar de origen en el Convento de Flores, al finalizar este recorrido tiene lugar un concurso para premiar los mejores trajes de flamenco/a, la mejor pareja a caballo y la mejor carroza. Junto a esto tiene  lugar numerosos bailes y  estará a disposición pequeños bares donde poder comer.
- Día de Las Sopas Perotas

El día de Las Sopas Perotas se celebra cada primer sábado de octubre en la Plaza de la Despedía congregando a numerosos turistas. En esta fiesta se busca promocionar los productos típicos de Álora. Esta sopa es un plato que preparaban, tradicionalmente, los hombres y mujeres de Álora en su descanso de las labores del campo para aprovechar el pan que se había puesto duro y siempre echando mano de lo que hubiera en las huertas. El plato no tiene ningún secreto, principalmente es un sofrito con patatas, tomate, pimiento, cebolla y pan. También hay quien le echa naranjas, pepinos, aceitunas, etc. 
Para promocionar el producto se regala un plato de sopa a cada persona que se acerque a la Plaza Baja.
- Noches al-loárabe: Durante las noche del primer fin de semana de julio, el municipio vuelve a recordar el legado cultural que los árabes dejaron en Álora. Para ello numerosas calles del pueblo son decoradas, además de un mercadillo árabe que se congrega en la Plaza de la Despedía, allí los habitantes del municipio ponen a disposición productos típicos de esta cultura. También todos aquellos que quieran van vestidos con los atuendos típicos árabes, así como teatros, conferencias, discursos, poesías, cuentacuentos, comida marroquí, bailes... así como la visita al Castillo Árabe, ya que este es el foco principal. Estas actividades tiene como fin fomentar y proporcionarle a los vecinos y turistas el legado cultural que ha adquirido el pueblo y darles a conocer la cultura musulmana y cristiana.

### Gastronomía
Son muchos los platos derivados de la riqueza hortofrutícola de las tierras del valle del Guadalhorce, pero lo más típico de las tierras aloreñas son las conocidas Sopas Perotas. Este plato se suele acompañar de frutas del tiempo como pepinos y naranjas de la zona, dependiendo del gusto de cada uno.  
Por lo demás, otras creaciones del lugar son: el bolo, el majillo de espárragos, una especie de gazpacho al que llaman pimentón, y el calabacete. En repostería, las empanadillas de batatas, los roscos de puerta de horno y el exquisito y refrescante helado de avellana (granizada realizada con avellanas que se disfruta en los calurosos meses veraniegos y además, son conocidas porque en la feria de Álora se suele comer churros con esta granizada). También son conocidas las aceitunas aloreñas, el pan de Los Caballos (un restaurante de la zona que también realiza pan) y los quesitos (un dulce).

## Deportes
Álora puede presumir de tener una gran cultura deportiva. A los deportes típicos de la zona como escalada, atletismo o ciclismo, hay que añadir los que se pueden practicar en las buenas instalaciones deportivas de la localidad cómo fútbol, fútbol sala, baloncesto, voleibol, pádel, ténis, bádminton, natación... Existen varios clubes locales como Club Deportivo Álora, Unión Deportiva El Puente, Club Baloncesto Álora, Club Atletismo Guadalhorce, Voleibol Álora Triatlón Álora, Club de Rugby Guadalhorce-Black Bulls, y Club de Ténis-Padel Álora, etc.. que son buena prueba de la gran afición por el deporte de los perotes.
Instalaciones deportivas municipales:
- Campo de fútbol Nuestra Señora de Flores, es un campo de fútbol situado en la zona más alta del pueblo junto a un polideportivo. En este lugar se realiza cada año, concretamente en el mes de agosto, una concentración de perotes aficionados al fútbol que crean equipos de las distintas partes del pueblo. El día previo al torneo, se realiza un sorteo en el que se emparejan a los diferentes equipos. En este evento se enfrentan todos los equipos, en la modalidad de fútbol 7, quedando eliminado automáticamente el primero que pierda. Una vez llegados a la final, el equipo que obtiene el segundo puesto es recompensado con unas medallas, mientras que el equipo ganador, es recompensado con un trofeo, además de obtener también una pequeña cantidad de dinero.
- Pabellón municipal de deportes Antonio Henares Sierra, se sitúa en la parte norte del pueblo. Usualmente, en el mes de junio, se enfrentan equipos de la modalidad de fútbol sala de toda la provincia malagueña. A diferencia del evento de fútbol 7, éste es más conocido por los malagueños, ya que no solo participan los equipos de Álora. En este torneo, los equipos ganadores obtienen trofeos y un premio en metálico.
- Campo de fútbol El Puente (bda. el Puente), se encuentra en las afueras del pueblo, concretamente en la barriada El Puente y actualmente este campo de fútbol está obsoleto; aunque puntualmente se realizan pequeños eventos.